# Maadiar
Maadiar, de son vrai nom Xavier Daban, né le 4 mars 1985 à Paris, est un auteur de bande dessinée, écrivain et enseignant français agrégé de géographie et youtubeur français. Il est également le chanteur du groupe Staliar et du Paris Bluegrass Project.

## Biographie
Maadiar commence à être actif dans la bande dessinée en ligne lors de ses études à l'IEP de Rennes via le mouvement des blogs BD. Il est actif sur Le blog de Xavier Daban au moins à partir de 2006 puis par la suite sur le blog Maadiar / Маадяр Blog Blog. C'est à partir de 2010 que l'usage du pseudonyme de Maadiar, s'impose définitivement pour signer sa production. À partir de 2008, Maadiar anime pour VICE Magazine "La page du lundi" une page de bande dessinée traitant l'actualité de manière humoristique.
Par la suite il participe à divers ouvrages collectifs (Gaza, AAAAAAAAh, ma copine est une extra-terrestre ! réalisé avec son ami Thomas Mathieu) et collabore au magazine culturel Gonzaï. En 2014, les éditions du Pélimantin publient son premier album, Mathurin Soldat : Un crayon dans le canon, inspiré par les lettres de guerre envoyées par le peintre Mathurin Méheut pendant la Première Guerre Mondiale,,. Le 19 septembre 2014, il est l'invité de l'émission Un autre jour est possible présentée par Tewfik Hakem sur France Culture pour parler de cet ouvrage. En juillet 2015, les planches originales de la bande dessinée sont exposées temporairement au musée Mathurin-Méheut, situé à Lamballe, la ville natale du peintre-soldat. L'ouvrage est réédité dans une version corrigée et augmentée en 2023 aux éditions Lapin.
Pendant plusieurs années, Maadiar met en image des témoignages et lettres de soldats de la Deuxième Guerre mondiale pour le compte du magazine pour anciens combattants La Charte, le magazine de la Fédération André Maginot.
En septembre 2021, Maadiar fait paraître son premier roman Frédéric Beigbeder : a fanfiction,, un roman érotique et critique sur l'écrivain Frédéric Beigbeder.
En 2022, La Boîte à bulles publie son second album, Tassili : Une femme libre au néolithique, qu'il scénarise pour la dessinatrice Fréwé. Ce récit imagine, dans une optique féministe, la vie d'une jeune femme durant la Préhistoire,,.
En 2024, avec Vincent Bernière et Bastien Vivès, il fait partir du trio fondateur du journal de bande dessinée Charlotte mensuel, dans lequel il publie une interprétation toute personnelle des personnages des Pieds nickelés.

## Publications
- Gaza, La Boîte à bulles, collectif, avec Thomas Mathieu et Maximilien Leroy, collection « Contre-Cœur », 2009  (ISBN 9782849530795)[6]
- AAAAAAAAh, ma copine est une extra-terrestre !, collectif, avec Thomas Mathieu et Wouzit, Du Moule A Gauffres Editeurs, 2013  (ISBN 9782918567141)[7]
- Mathurin Soldat : Un crayon dans le canon, Éditions du Pelimantin, 2014  (ISBN 978-2-9546257-1-3)[8],[9],[10].
- Tassili : Une femme libre au néolithique (scénario), avec Fréwé (dessin), La Boîte à bulles, 2022  (ISBN 978-2-84953-404-5)[16],[17],[18].
- Frédéric Beigbeder : a fanfiction, les Éditions du Bourbier, autoédition, 2021 (ASIN B09FGWTNTF)[14],[15]
- Les nouvelles aventures des Pieds Nickelés, parution dans Charlotte mensuel à partir du numéro 1, septembre 2024. (Annuaire BD oubliées
- Urbex Paranormal, les Éditions du Bourbier, autoédition, 2024.h